# Muzeum Stanisława Noakowskiego w Nieszawie
Muzeum Stanisława Noakowskiego w Nieszawie – muzeum, położone w Nieszawie, będące filią Muzeum Ziemi Kujawskiej i Dobrzyńskiej we Włocławku. Jego zbiory poświęcone są osobom Stanisława Noakowskiego oraz Ludwika Boucharda. Placówka jest jednostką organizacyjną województwa kujawsko-pomorskiego.
Pierwszy zbiór pamiątek po Stanisławie Noakowskim powstał w 1934 roku. Mieścił się na plebanii tutejszej parafii - miejscu urodzenia Noakowskiego - i działał do wybuchu II wojny światowej. Istniejące muzeum zostało otwarte w 1983 roku. Jego siedzibą jest neoklasycystyczny dom z pierwszej połowy XIX wieku, mieszczący się przy ul. Mickiewicza 6, w którym Noakowscy mieszkali w latach 1868-1877.
Na parterze budynku mieści się wystawa monograficzna, poświęcona Stanisławowi Noakowskiemu, prezentująca pamiątki po nim oraz jego prace (rysunki, akwarele) z lat 1916-1925. Natomiast na piętrze znajduje się ekspozycja poświęcona Ludwikowi Bouchardowi - nauczycielowi Noakowskiego. Prezentowane są tu jego prace (obrazy olejne, akwarele) oraz przedmioty powstałe według jego projektu (ceramika, meble). Obie wystawy utrzymane są w stylu wnętrz mieszczańskich z drugiej połowy XIX wieku.

Oprócz zbiorów biograficznych, muzeum prezentuje również eksponaty związane z historia Nieszawy.
Muzeum jest obiektem całorocznym, czynnym z wyjątkiem poniedziałków